# Mariano Pombo
Mariano Pombo (fl. 1942-1959) fue un montador, director y guionista y actor de cine español, cuya actividad se desarrolló entre las décadas de 1940 y 1950.

## Biografía
Mariano Pombo fue conocido especialmente por su labor en la edición de películas como La vida en un hilo o Un drama nuevo. Dio el salto a la dirección en 1948 con el drama Mañana como hoy, protagonizado por Ana Mariscal y Alfredo Mayo. Aunque el título pasó por la cartelera con poco éxito, dos años después estrenó Flor del lago, con la que debutó como guionista.
Su tercer y último trabajo como director surgió por encargo expreso de las autoridades de Acción Católica, que deseando apoyar el proceso de beatificación del obispo de Teruel, Anselmo Polanco, pensaron en él para llevar a la gran pantalla los hechos acaecidos durante la Guerra Civil Española en dicha localidad que culminaron con la ejecución de su obispo. Estrenada en diciembre de 1951, Cerca del cielo fue vista por 4.576 espectadores, recaudando en taquilla la cifra de 440,19 euros.
Hasta 1959 no se vuelve a ver a Mariano Pombo en los títulos de crédito de una película. El filme titulado La reina del cielo supuso su segunda y última incursión en el mundo del guion cinematográfico.

## Filmografía como editor, director y guionista
- Flor de lago (1950)

## Filmografía como editor
- Fortunato (1942)
- Rojo y negro (1942)
- Misterio en la marisma (1943)
- Domingo de carnaval (1945)
- La vida en un hilo (1945)
- Cuando llegue la noche (1946)
- Un drama nuevo (1946)
- Misión blanca (1946)

## Filmografía como director
- Mañana como hoy (1948)
- Cerca del cielo (1951)

## Filmografía como guionista
- La reina del cielo (1959)

## Filmografía como actor
- Once pares de botas (1954)